# ملحق يوست سيو
يوست سيو (بالإنجليزية: Yoast SEO)‏ هو مكون إضافي لتحسين محركات البحث لبرنامج ووردبريس. يحتوي هذا المكون الإضافي على أكثر من 5 ملايين عملية تثبيت نشطة وتم تنزيله أكثر من 350 مليون مرة مع أكثر من 25000 تقييم من فئة الخمس نجوم على ووردبريس.أورغ.
ويستخدم لمساعدة المطوريين، ومالكي المواقع الإلكترونية، وقنوات اليوتيوب أصبح السيو مهم لأصحاب قنوات اليوتيوب لزيادة ترتيب الفيديوهات الخاصة بهم وأصبح يطلق عليه (سيو اليوتيوب) بتحسين فرص ظهور محتويات مواقعهم واكتشافها بسهولة، بواسطة محركات البحث وجعل مواقعهم سهلة الوصول، ويقوم البرنامج المساعد بإضافة وصف سيو وكلمات مفتاحية للمحتويات، يمكنك رؤية هذه الميتا تاجز (Meta tags) إن بحثت في مصدر الصفحة، وستجدها غالبا ما بين السطر العشرين والثلاثين من بداية مصدر الصفحة.

## تقنيات يوست
تقوم يوست بإنتاج تطبيقات مساعدة لمنصة ورد بريس لتطوير ترتيب المواقع في محرك البحث جوجل ومساعدة أصحاب المواقع علي كتابة المقالات بدون الحصول على خبرة تقنية فهي تقدم أرشادات معينة بشكل مبسط على شاشة منصة ووردبريس، الأداة تتوفر في نسختين أحداهما مجانية وهي الأكثر استخداما في العالم كله.[بحاجة لمصدر]